# シーブ・スタジアム
シーブ・スタジアム（アラビア語: ملعب السيب、英語: Seeb Stadium）は、オマーンの首都マスカットのシーブにある多目的スタジアムである。シーブ・スポーツ・スタジアムとも。

## 概要
収容人数は14,000人。主にサッカーの試合に用いられる。現在、オマーンリーグに所属するアル・スワイクがホームスタジアムとして使用している。
サッカーオマーン代表のホームスタジアムとしても利用されており、2014 FIFAワールドカップ・アジア予選では、二次予選のミャンマー戦と三次予選のサウジアラビア戦で使用された。

## 交通アクセス
マスカット国際空港よりタクシーで約5分。